# Boom (Belgique)
Pour les articles homonymes, voir Boom.
Boom est une commune néerlandophone de Belgique située en Région flamande dans la province d'Anvers. C'est le chef-lieu du canton électoral et du canton judiciaire de Boom (nl).

## Géographie

### Situation
Boom se situe à quelques kilomètres de Malines, entre Anvers et Bruxelles.

### Communes limitrophes
| Niel  |             | Rumst       |
|       | Boom        | Rumst       |
| Puurs | Willebrouck | Willebrouck |

### Hydrographie
Boom est située sur le Rupel, un affluent de l'Escaut et également longée par le Canal maritime de Bruxelles à l'Escaut.

## Héraldique
|  | La commune possède des armoiries qui lui ont été octroyées le 14 février 1842 et à nouveau le 3 septembre 1987. Elles sont une combinaison de la sainte patronne, Sainte Marie, avec un arbre en meuble ("Boom" se traduit par "arbre" en français). La combinaison figurait également déjà sur le sceau du conseil municipal à partir de 1645. Blasonnement : D'argent à une Sainte Vierge couronnée portant l'enfant Jésus et un sceptre aux naturels, son manteau d'azur étoilé d'or, se tenant debout devant un chêne de sinople soutenus d'une terrasse isolée . Source du blasonnement : Heraldy of the World. |

## Urbanisme

### Transports
Boom est longée par l'autoroute belge A12.
Boom est desservie par une gare ferroviaire sur la ligne 52 : la gare de Boom.

## Histoire
Dès le XIIIe siècle, l'industrie de la brique s'installe le long du Rupel, du fait de la présence d'argilières. Elle se développe lors de la Révolution industrielle .
En 1794, la victoire française à la bataille de Fleurus entraîne l'invasion et l'annexion française des États de Belgique (1794) (anciens Pays-Bas autrichiens) qui deviennent les neuf départements réunis.

La guerre des Paysans de 1798 (en néerlandais : Boerenkrijg) est une insurrection contre-révolutionnaire de paysans de Flandre, de la région de Liège et du Luxembourg contre la République française. L'insurrection éclate en octobre 1798, par rejet des lois anticatholiques et de la conscription instaurées par la République française. Elle s'achève en décembre lorsque les rassemblements sont écrasés par les armées républicaines lors de divers combats décisifs livrés à Bornem, Diest, Mol et Hasselt. Du 20 au 27 octobre 1798, Boom est le quartier général des insurgés de la région, que les dirigeants français présentent comme des brigands.

## Politique et administration

### Jumelage
- Ayamonte (Espagne)

## Démographie

### Évolution démographique
- Source : DGS - Remarque: 1806 jusqu'à 1981=recensement; depuis 1990=nombre d'habitants chaque 1er janvier[4]

## Population et société

### Tomorrowland
Tous les ans, au mois de juillet, Tomorrowland a lieu au Domaine provincial De Schorre de Boom. Il s'agit d'un festival musical. Une grande variété de styles y ont été représentés, techno, big room, house, trance, hardstyle, avec plusieurs centaines de DJ (Disc jockeys) présents. Sur le site se trouvent un amphithéâtre naturel et de grands espaces ouverts, ainsi que des restaurants, des bars et des scènes de différentes dimensions montés pour l'occasion.

Tomorrowland 2022 : Mainstage

### Sports

#### Championnat d'Europe de hockey sur gazon 2013
Du 17 au 25 août 2013, Boom accueille le Championnat d'Europe de hockey sur gazon féminin et masculin.
Ils sont remportés tous deux par l'Allemagne. La Belgique finissant quatrième chez les femmes et deuxième chez les hommes.

#### Cyclisme
- Le critérium de Boom, une ancienne course cycliste réservée aux coureurs professionnels, disputée au mois d'octobre de 1931 à 1983[6],[7].
- Niels Albert CX, compétition de cyclo-cross organisée depuis 2015.

## Personnalités
- Jean-François Van de Velde (1779-1838), évêque de Gand
- Joseph Van Lerius (1823-1876), peintre
- Gustave Van Reeth (1842-1923), homme politique
- Hélène de Bie (1896-1983), Juste parmi les nations
- Frans De Schutter (1870-1951), homme politique
- Pierre Spillemaeckers (1871-1932), homme politique
- Victor de Meyere (nl) (1873-1938), poète, et écrivain
- Hubert Mampaey (1882-1947), homme politique
- Paul Haesaerts (1901-1974), cinéaste
- Jos De Saeger (1911-1998), homme politique
- Edgar Kesteloot (1922-2023), scientifique
- Bobbejaan Schoepen (1925-2010), chanteur
- Lydia Maximus (nl) (1938-), femme politique
- Roland Van Campenhout (1944), musicien
- Luc Van der Kelen (1948), journaliste
- Glen De Boeck (1971), footballeur
- Björn Vleminckx (1985), footballeur
- Kevin Seeldraeyers (1986), coureur cycliste
- Sihame El Kaouakibi (1986-), députée au Parlement flamand, entrepreneure sociale